# Casa Andreu Clarós i Creixell
La Casa Andreu Clarós i Creixell, coneguda també com a Can Tanet, és un edifici de Badalona (Barcelonès), obra de l'arquitecte Joan Amigó i Barriga, protegit com a Bé Cultural d'Interès Local.

## Descripció
La casa es troba entre mitgeres, consta de soterrani, baixos, dues plantes i terrassa. És una de les primeres obres de Joan Amigó, d'estil eclèctic, on combina elements característics del modernisme, clarament visibles en la composició del pis superior, amb finestres flanquejades per semicolumnes dobles amb uns capitells singulars, amb altres d'arrel clàssica, per exemple els frontons semicirculars que coronen els balcons. Les parts cegues s'ornamenten amb esgrafiats on hi figura la data de construcció. També hi ha esgrafiats florals, originalment policroms, al calaix superior on s'obren els respiradors. Al damunt, el pronunciat voladís es decora amb ceràmica de colors.
Els interiors són de guix planxat al foc, molt lluminosos; hi ha bonics mosaics i acabats. A la planta baixa hi ha un oratori.

## Història
El nom fa referència a Andreu Clarós i Creixell (1860-1908), fabricant badaloní de licors i anisats, entre ells l'Anís el Paraíso, i membre d'una nissaga de fabricants d'aiguardents, continuador a partir de 1882 del negoci iniciat pel seu avi Andreu Clarós i Suñol i que va seguir el seu pare Gaietà Clarós i Soler, de qui deriva el nom «Tanet».
Clarós va encarregar a Joan Amigó el 1904 la construcció d'un habitatge per a la seva família. Estava casat amb Madrona Feliubadaló i Clapés, amb qui va tenir tres fills, Jaume, Pepita i Madrona. A la seva mort el 1908, la propietat va ser heretada per Pepita, coneguda popularment com «Perleta», que va llogar-la al matrimoni format pel doctor Jaume Torras i Roselló i Assumpció Surroca i Coret.
Actualment continua sent propietat privada.